# Ceronema fryeri
Ceronema fryeri är en insektsart som beskrevs av Green 1922. Ceronema fryeri ingår i släktet Ceronema och familjen skålsköldlöss.
Artens utbredningsområde är Sri Lanka. Inga underarter finns listade i Catalogue of Life.